# Ogród Botaniczny w Astanie
Ogród Botaniczny w Astanie – największy ogród botaniczny znajdujący się w Astanie. 

## Charakterystyka
Pomysł stworzenia ogrodu botanicznego w Astanie pojawił się w 2000 roku, jednak budowę ogrodu rozpoczęto w 2016 roku (docelowo ogród miał zostać otwarty przed Expo 2017). Ostatecznie jednak ogród otworzono 2 lipca 2018 roku. W ceremonii otwarcia brał udział ówczesny prezydent Kazachstanu Nursułtan Nazarbajew. Ostateczny koszt inwestycji wyniósł około 35 milionów dolarów (23 biliony tenge). W parku znajduje się staw, fontanny, kilka mostów oraz około 9000 drzew i krzewów z Europy, Azji i Ameryki Północnej. Ogród jest popularnym miejscem rekreacji mieszkańców Astany; wiele osób uprawia w parku kolarstwo oraz jogging lub chodzi do niego na spacery. W ogrodzie często odbywają się również różnego rodzaju uroczystości.